# Cartagine (Tunisia)
Cartagine (in arabo قرطاج‎?, Qarṭāj) è una città tunisina facente capo al Governatorato di Tunisi, situata a 16 chilometri a nord-est della capitale. Prende il nome dalla antica città fenicia, poi romana, i cui resti archeologici si trovano all'interno della sua area urbana.
È servita dalla ferrovia Tunisi-La Goletta-La Marsa, con sei stazioni nella zona cittadina; inoltre l'aeroporto internazionale di Tunisi-Cartagine è situato a pochi chilometri a ovest della città.
Oltre ai siti archeologici relativi all'antico sito punico-romano, ospita il Palazzo presidenziale tunisino e la moschea Mâlik ibn Anas. Il 27 luglio 1979 la città è stata classificata come patrimonio dell'umanità dell'UNESCO.